# Distrito da Burguenlândia (antigo distrito)
O Distrito da Burguenlândia (em alemão:  Burgenlandkreis) foi um distrito rural (Landkreis) da Alemanha localizado no estado da Saxônia-Anhalt.
Depois de uma reforma dos distritos da Saxônia-Anhalt (em alemão: Kreisreform Sachsen-Anhalt 2007) que entrou em vigor em 1 de julho de 2007, o distrito de Burgenland (1994-2007) foi dissolvido e juntado ao novo Distrito Rural da Burguenlândia (Landkreis Burgenland) que mudaria de nome para simplesmente Distrito da Burguenlândia (Burgenlandkreis).